# 311. Infanterie-Division (Wehrmacht)
Die 311. Infanterie-Division (Wehrmacht) war eine deutsche Infanteriedivision im Zweiten Weltkrieg.

## Divisionsgeschichte
Die Division wurde am 1. November 1939 auf dem Truppenübungsplatz Arys in Ostpreußen im Wehrkreis I aus der Brigade Lötzen und der Gruppe Brand, welche beide bei der 3. Armee standen, aufgestellt. Die Unterstellung der Division erfolgte bis Mai 1940 unter den Grenzabschnitt Nord, Oberost.
Anfang März 1940 wurde die Division umgegliedert.
Die Division wurde am 9. Juni 1940 für den Einsatz im Westen auf den Truppenübungsplatz Grafenwöhr in Bayern verlegt und hier am 7. August 1940 aufgrund des Endes des Westfeldzugs wieder aufgelöst.

## Kommandeure
- Generalleutnant Albrecht Brand: von der Aufstellung bis 9. November 1939
- Generalmajor Paul Gerhardt: vom 10. November 1939 bis zur Auflösung

## Gliederung
November 1939
- Landwehr-Infanterie-Regiment 152 mit drei Bataillone, aus der Gruppe Brand
- Landwehr-Infanterie-Regiment 161 mit drei Bataillone, aus der Brigade Lötzen
- Landwehr-Infanterie-Regiment 162 mit drei Bataillone, aus der Brigade Lötzen
- Aufklärungs-Abteilung 211
- Landwehr-Artillerie-Regiment 161 mit drei Batterien, ab Dezember 1939 Landwehr-Artillerie-Regiment 311 und gab im gleichen Monat Stab und II. Abteilung, welche später ersetzt wurden, an das neu aufgestellte Artillerie-Regiment 233 der 196. Infanterie-Division ab
- Landwehr-Pionier-Bataillon 161
- Landwehr-Nachrichten-Abteilung 131
- Landwehr-Versorgungseinheiten 161

Winter 1939
- Landwehr-Infanterie-Regimenter erhalten IV. Feldrekruten-Bataillon

März 1940
- Infanterie-Regiment 247 mit vier Bataillone, aus Landwehr-Infanterie-Regiment 161
- Infanterie-Regiment 249 mit vier Bataillone, aus Landwehr-Infanterie-Regiment 152
- Infanterie-Regiment 250 mit vier Bataillone, aus Landwehr-Infanterie-Regiment 162
- Aufklärungs-Abteilung 341 aus Aufklärungs-Abteilung 211
- Artillerie-Regiment 311 mit drei Bataillone, aus Landwehr-Artillerie-Regiment 311
- Pionier-Bataillon 341 aus Landwehr-Pionier-Bataillon 161
- Nachrichten-Abteilung 341 aus Landwehr-Nachrichten-Abteilung 131
- Versorgungseinheiten 341 aus Landwehr-Versorgungseinheiten 161

Juni 1940
- Infanterie-Regimenter erhalten IV. Feldrekruten-Bataillon